# ديفيد إي. مارك
ديفيد إي. مارك (بالإنجليزية: David E. Mark)‏ هو دبلوماسي أمريكي، ولد في 15 نوفمبر 1923، وتوفي في 17 سبتمبر 2005.